# 경상남도 소방본부
경상남도 소방본부(慶尙南道 消防本部, Gyeongsangnam-do Fire Department)는 경상남도 창원시를 제외한 경상남도 전역을 관할하는 경상남도청 산하의 소방본부이다. 경상남도 창원시 의창구 중앙대로 300에 있다. 2012년 통합창원시가 출범하면서 창원소방서 마산소방서 진해소방서가 창원소방본부로 분리되 나갔다.
본부장은 소방감으로 보한다.
산하에 17개 소방서, 1개 소방항공대를 두고 있다.

## 연혁
- 1992년 경상남도 소방본부 설치

### 역대 본부장
| 대수     | 이름   | 임기                               |
| -------- | ------ | ---------------------------------- |
| 1대      | 황영철 | 1992년 4월 10일 ~ 1994년 3월 30일  |
| 2대      | 박태근 | 1994년 4월 1일 ~ 1994년 10월 20일  |
| 3대      | 성무   | 1994년 10월 21일 ~ 1996년 6월 26일 |
| 4대      | 정구원 | 1996년 6월 27일 ~ 1999년 4월 25일  |
| 5대      | 박권섭 | 1999년 4월 26일 ~ 2002년 1월 2일   |
| 6대      | 정병호 | 2002년 1월 3일 ~ 2003년 6월 30일   |
| 7대      | 김한용 | 2003년 7월 16일 ~ 2005년 1월 23일  |
| 8대      | 정재웅 | 2005년 1월 24일 ~ 2007년 7월 4일   |
| 9대      | 류해운 | 2007년 7월 5일 ~ 2008년 9월 22일   |
| 10대     | 정재웅 | 2008년 9월 23일 ~ 2011년 3월 10일  |
| 11대     | 배철수 | 2011년 3월 11일 ~ 2012년 8월 22일  |
| 12대     | 신열우 | 2012년 8월 23일 ~ 2014년 2월 9일   |
| 13대     | 이창화 | 2014년 2월 10일 ~ 2015년 7월 5일   |
| 14대     | 이갑규 | 2015년 7월 6일 ~ 2017년 10월 31일  |
| 15대     | 이상규 | 2017년 11월 1일 ~ 2018년 10월 4일  |
| 16대     | 김성곤 | 2018년 10월 5일 ~ 2019년 6월 30일  |
| 17대     | 허석곤 | 2019년 9월 23일 ~ 2020년 12월 31일 |
| 18대     | 김조일 | 2021년 1월 1일 ~ 2022년 1월 2일    |
| 19대     | 김종근 | 2022년 1월 3일 ~ 2023년 2월        |
| 20대     | 조인재 | 2023년 2월 ~ 2023년 12월 31일      |
| 21대     | 김재병 | 2024년 1월 1일 ~ 2025년 3월 11일   |
| 직무대리 | -      | 2025년 3월 12일 ~ 2025년 3월 16일  |
| 22대     | 이동원 | 2025년 3월 17일 ~                  |

## 조직
| - 소방행정과 - 소방행정팀 - 기획감찰팀 - 장비팀 - 소방정보통신팀 | - 예방대응과 - 방호팀 - 예방지도팀 - 화재조사팀 - 소방교육훈련팀 | - 구조구급과 - 구조팀 - 구급팀 - 상황 1·2·3팀 - 항공구조구급대 |

## 주요 업무

### 소방감사담당관
- 소방업무 감사·감찰 등에 관한 사항
- 공직자재산등록, 공직윤리 및 청렴도 향상 등에 관한 사항
- 소방특별사법경찰 운영 및 소송 등 법무 업무 지원 등에 관한 사항
- 소방서ᐧ지방소방학교 정기종합감사 및 부분감사 등에 관한 사항

### 소방행정과
- 소방정책 기획, 성과분석·평가·관리 및 의회대응협력 등에 관한 사항
- 소방공무원 임용, 정원관리, 채용, 상훈, 복무관리 및 교육훈련 등에 관한 사항
- 직장협의회 등 조직문화 개선, 보건복지 및 안전관리 등에 관한 사항
- 소방공무원 후생복지 및 공무직보조인력 관리 등에 관한 사항

### 회계장비과
- 소방청사의 공사, 예산확보, 시설물 유지관리 등에 관한 사항
- 특별회계 운영, 예산편성 및 결산, 세입세출 외 현금관리 등에 관한 사항
- 화재 구조 구급 등 소방장비 및 물품 등 구매·현황관리 등에 관한 사항
- 소방장비 확인전검 및 중장기 보강계획 수립 등에 관한 사항

### 화재대응조사과
- 화재진압대책, 재난매뉴얼 개발, 의소대 및 소방용수 유지관리 등에 관한 사항
- 풍수해 자연재해 대비 대응, 소방활동 종합대책 등에 관한 사항
- 화재원인의 조사·분석·감식 및 화재 통계관리 등에 관한 사항
- 주요행사장 안전관리 및 대책 수립 등에 관한 사항

### 구조구급과
- 구조·구급행정의 법령 재·개정, 기본계획 수립·조정 등에 관한 사항
- 구조·구급대원 품질관리, 분석ᐧ평가 및 안전관리 등에 관한 사항
- 구조·구급활동 통계관리 분석 및 구조구급 정책 수립 등에 관한 사항
- 구조·구급활동 관련 기관 및 단체와의 협력 등에 관한 사항

### 예방안전과
- 소방시설 설계·감리·점검업 및 공사업 지도·감독 등에 관한 사항
- 특별조사, 안전관리자 지도감독 및 소방홍보 등에 관한 사항
- 위험물 시설 안전관리 및 지도·감독·단속 등에 관한 사항
- 119소년단 체험관 관리, 어린이 청소년 소방안전교육 등에 관한 사항

### 특수구조단
- 지진·테러·화생방·국지도발 등 특수재난 대응대책 등에 관한 사항
- 소방항공대 운항ᐧ관리 및 소방헬기의 유지관리 등에 관한 사항
- 테러·CBRNE 사고위험정보 수집관리, 초동대응 및 인명구조 활동 등에 관한 사항
- 특수·대형 재난 발생시 구조 활동 및 지휘·통제 등에 관한 사항

### 종합상황실
- 화재·구조·구급 등 신고접수·지령 및 상황 관제 등에 관한 사항
- 재난상황 총괄 정보수집·전파 및 상황보고 등에 관한 사항
- 긴급구조시스템, 소방정보화시스템 및 소방통신망 구축 유지관리 등에 관한 사항
- 의료상담 등 구급상황관리 등에 관한 사항

## 산하기관
| - 진주소방서 - 통영소방서 - 사천소방서 - 김해동부소방서 - 김해서부소방서 | - 거제소방서 - 양산소방서 - 의령소방서 - 함안소방서 - 창녕소방서 | - 고성소방서 - 남해소방서 - 하동소방서 - 산청소방서 | - 함양소방서 - 거창소방서 - 합천소방서 - 밀양소방서 |

## 같이 보기
- 대한민국 소방청
- 대한민국의 소방
- 대한민국 소방공무원